# Цукерник, Эдуард Григорьевич
Эдуард Григорьевич Цукерник (5.06.1937 — 16.03.2019) — советский, российский, германский шашист, судья, спортивный журналист.

## Биография
Родился и вырос в Ленинграде, прошёл блокаду. Учился в школе № 161, одноклассником был С. В. Белов
По окончании ЛГУ работал на Севере, затем вернулся в Ленинград, где, в советский период биографии, заведовал патентным бюро.
После распада СССР переехал Германию, жил в Гельзенкирхене.

## Достижения в области шашек
На чемпионатах СССР по русским шашкам выиграл серебряную и бронзовую медали. Автор нескольких фундаментальных работ, разработал со своим учителем — Львом (Леоном) Моисеевичем Раммом — новый дебют: Игра Рамма—Цукерника.

## Увлечения
Наряду с шашками увлекался садоводством и мореходством, самостоятельно построил катер.